# Synagoge (Chomutov)
Koordinaten: 50° 27′ 47″ N, 13° 25′ 10″ O

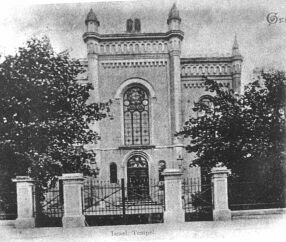
Synagoge in Chomutov

Die Synagoge in Chomutov (deutsch Komotau), der Bezirksstadt des Okres Chomutov im Ústecký kraj in Tschechien, wurde 1876 errichtet und 1938 zerstört. Die Synagoge wurde im orientalisierenden Stil erbaut.

## Geschichte
Im Jahr 1876 wurde die neue Synagoge unter der Leitung von Dr. Sigmund Maybaum (1844–1919), Rabbiner in Saaz, eingeweiht. 
Während des Novemberpogroms 1938 ließ man unter Aufsicht der Feuerwehr die Synagoge kontrolliert niederbrennen. 